# L'Homme que j'aime (film)
Pour le film de 1947, voir L'Homme que j'aime (film, 1947).
Pour plus de détails, voir Fiche technique et Distribution.
L'Homme que j'aime (The Man I Love) est un film américain en noir et blanc réalisé par William A. Wellman et sorti en 1929.

## Synopsis
Un boxeur veut à tout prix devenir champion de boxe. Il est amoureux d'une gentille fille, mais il est également impliqué avec une beauté de la haute société.

## Fiche technique
- Titre : L'Homme que j'aime
- Titre original : The Man I Love
- Réalisation : William A. Wellman
- Scénario : Percy Heath, Herman J. Mankiewicz, Joseph L. Mankiewicz
- Directeur de la photographie : Henry W. Gerrard
- Montage : Allyson Shaffer
- Producteur : David O. Selznick
- Société de production et de distribution : Paramount Pictures
- Format : noir et blanc - 1.20:1 - son: Mono (Western Electric Sound System)
- Genre : comédie dramatique
- Durée : 70 min
- Dates de sortie : 
  - États-Unis : 25 mai 1929
  - France : 25 septembre 1930

## Distribution
- Richard Arlen : Dum-Dum Brooks
- Mary Brian : Celia Fields
- Baclanova : Sonia Barondoff
- Harry Green : Curly Bloom
- Jack Oakie : Lew Layton
- Pat O'Malley : D.J. McCarthy
- Leslie Fenton : Carlo Vesper
- Charles Sullivan : Champ Mahoney